# 328
328 (CCCXXVIII) fue un año bisiesto comenzado en lunes del calendario juliano, en vigor en aquella fecha.
En el Imperio romano, el año fue nombrado como el del consulado de Januarino y Justo, o menos comúnmente, como el 1081 Ab Urbe condita, adquiriendo su denominación como 328 a principios de la Edad Media, al establecerse el anno Domini.

## Acontecimientos
- 9 de mayo: Atanasio es elegido obispo de Alejandría.

## Nacimientos
- Valente, emperador romano de Oriente.